# Greene (Maine)
Greene – miasto w Stanach Zjednoczonych, w stanie Maine, w hrabstwie Androscoggin.